# 2000年民主党代表選挙
2000年民主党代表選挙（2000ねんみんしゅとうだいひょうせんきょ）は、鳩山由紀夫代表の任期満了に伴い、2000年9月9日に行なわれた民主党の党代表選挙である。鳩山由紀夫が再任された。

## 党代表選データ

### 日程
- 8月21日 - 告示・立候補受付。鳩山由紀夫のみ立候補。
- 9月9日 - 午後、代表選出大会が開かれ、鳩山由紀夫の代表再任を承認。